# Elhierroreuzenhagedis
De elhierroreuzenhagedis (Gallotia simonyi) is een hagedis uit de familie echte hagedissen (Lacertidae).

## Naam en indeling
Deze hagedis wordt ook wel aangeduid met hierroreuzenhagedis of Simony's hagedis
De wetenschappelijke naam van de soort werd voor het eerst voorgesteld door Franz Steindachner in 1889. Oorspronkelijk werd de naam Lacerta simonyi gebruikt.

### Ondersoorten
De soort kent de volgende ondersoorten, met de auteur en het verspreidingsgebied.
| Naam                       | Auteur             | Verspreidingsgebied   |
| -------------------------- | ------------------ | --------------------- |
| Gallotia simonyi machadoi  | López-Jurado, 1989 | Ferro                 |
| † Gallotia simonyi simonyi | Steindachner, 1889 | Roque Chico de Salmor |

## Uiterlijke kenmerken
De elhierroreuzenhagedis is een grote en forsgebouwde soort die een lichaamslengte tot 22 centimeter heeft en een totale lengte tot 60 cm kan bereiken. De lichaamsbouw is zeer plomp, de lichaamskleur is asgrijs en op de flanken zijn lichtere vlekken te zien. De hagedis is te herkennen aan de meestal witte keel bij oudere dieren en een lichte kleur aan de staartpunt. Jongere exemplaren hebben meestal een dubbele rij grote witte of gele vlekken op de flank die in de paartijd blauw worden, deze tekening vervaagt naarmate de dieren ouder worden.

## Levenswijze
De elhierroreuzenhagedis is een bodembewonende soort die met name als hij ouder wordt alleen nog moeizaam kan klimmen. Het voedsel verandert met de jaren; oudere dieren zijn volledig vegetarisch terwijl jongere dieren alleen krekels en andere insecten pakken en pas na enkele jaren plantendelen zoals bladeren gaan eten. Voornamelijk de planten Kleinia neriifolia en Lavandula abrotanoides staan op het menu.
De paring vindt plaats in mei, de vrouwtjes zetten legsels af die bestaan uit vijf tot dertien eieren. Deze komen bij een incubatietemperatuur van 28 tot 29 graden Celsius na ongeveer twee maanden uit. elhierroreuzenhagedis kan een leeftijd van ongeveer twintig tot dertig jaar bereiken.

## Verspreiding en habitat

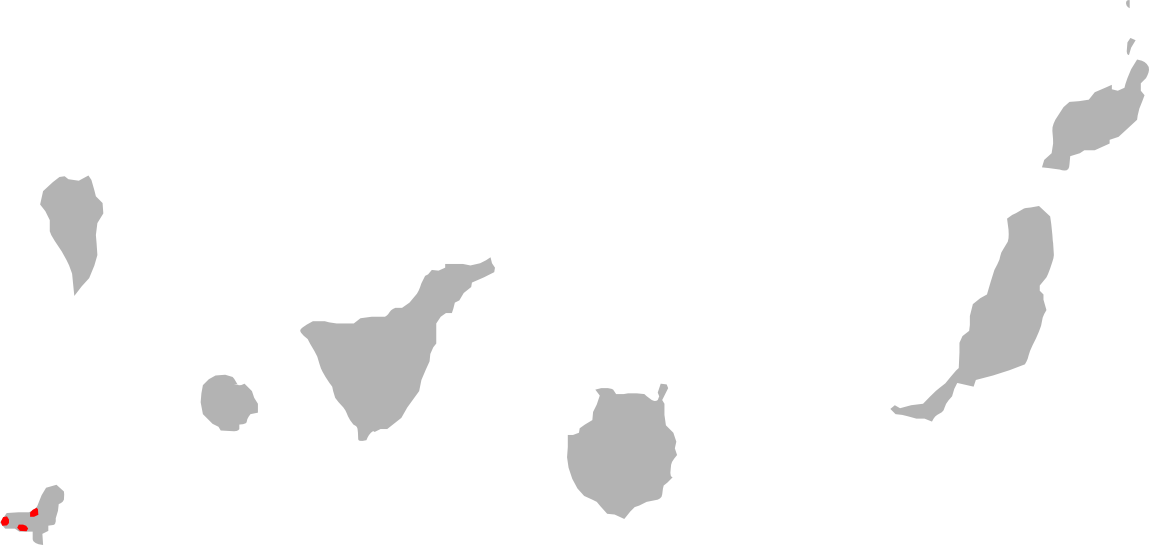
Verspreidingsgebied in het rood.

De elhierroreuzenhagedis is endemisch op de Canarische Eilanden. Niet alleen deze soort, maar alle andere Gallotia-soorten komen allemaal alleen op deze eilandengroep voor.
De habitat bestaat uit de rotsachtige vulkanische afzettingen op het eiland en de hagedis doet de hele dag weinig anders dan zonnen en eten. Als het gaat regenen of als de schemering invalt, kruipt de hagedis in een rotsspleet of hol om te schuilen.

## Beschermingsstatus
De hagedis staat bekend als bedreigd en is in het wild zo goed als uitgestorven. Door de internationale natuurbeschermingsorganisatie IUCN is de beschermingsstatus 'ernstig bedreigd' toegewezen (Critically Endangered of CR).
Tegenwoordig is er nog maar één kolonie over op het eiland El Hierro (ook bekend onder de naam "Ferro"), dat onder andere vanwege deze soort streng wordt bewaakt op stropers net zoals gebeurt bij de Galapagoseilanden waar onder andere de zeeleguaan en de galapagoslandleguaan voorkomen. De bekendste ondersoort Gallotia simonyi simonyi is al uitgestorven, met de enige andere ondersoort Gallotia simonyi machadoi gaat het ook niet goed. Zowel de introductie van exoten als ratten als het bestrijden hiervan met vergif zijn de belangrijkste bedreigingen. Anno 2019 leven er ongeveer 300 tot 400 exemplaren in het wild, inclusief uitgezette populaties.